# Winfield Scott Edgerly
Winfield Scott Edgerly, ameriški general, * 29. maj 1846, † 10. september 1927.
Bil je eden iz osmih Custerjevih vojakov, ki so pozneje dosegli čin brigadnega generala.

## Življenjepis
1. julija 1866 je vstopil v Vojaško akademijo ZDA. Šolanje je končal 15. junija 1870 kot 50. v letniku 58 kadetov in kot 2361. diplomiranec akademije. Istega dne je bil dodeljen četi D 7. konjeniškega polka.
Po koncu indijanskih vojn je deloval kot inštruktor na dveh kolidžih. 2. konjeniškemu polku je poveljeval med filipinsko vstajo. 
Leta 1907 je bil poslan v Nemčijo, kjer je deloval kot opazovalec vojaških manevrov. 29. decembra 1909 se je upokojil. Med prvo svetovno vojno je bil reaktiviran.

## Pregled vojaške kariere
Napredovanja
- drugi poročnik: 15. junij 1870
- prvi poročnik: 25. junij 1876
- stotnik: 22. september 1883
- podpolkovnik, Prostovoljci ZDA: 8. junij 1898
- major, Konjenica ZDA: 9. julij 1898
- podpolkovnik, Konjenica ZDA: 19. februar 1901
- polkovnik, Konjenica ZDA: 7. februar 1902
- brigadni general: 28. junij 1905

## Arlington
Pokopan je na Nacionalnem pokopališču Arlington. 